# 大島由梨乃
大島 由梨乃（おおしま ゆりの、Yurino Oshima、1992年3月25日 - ）は、ドイツ在住の日本人女優、デザイナー、クリエイター。愛知県知多市生まれ。文化服装学院ファッション工科課程ニットデザイン科卒業。
株式会社アイモーションを経て現在はフリーランス。アーティストとしての提携所属はPARABLE FARM（日本）。

## 来歴
文化服装学院ファッション工科課程ニットデザイン科卒業。大輪茂男に師事し舞台役者として活動しながら、マルチクリエイター、子供たちへのパフォーマンス指導、ゴスペルフラミニストリーの一員として活動。
結婚を機に2018年からブレーメン、2019年よりウィーン、2024年よりミュンヘン在住。Talent Garden Innovation School ViennaにてUX/UI デザインコース修了。現在イギリス映画OSAKA（主演）やギリシャ映画PERSEPHONE等、欧州と日本を中心に俳優・デザイナーとして活動、ウェブマガジンSTAY SALTYにて「Guided Journey」連載中。

## 出演

### 映画
- FLARE〜フレア〜（2013年、大塚祐吉監督）
- HARAJUKU CINEMA（2014年、小美野昌史監督）
- Back To Brett（2018年、Tiny Giants Coプロデュース、オーストラリア) - 日本版ヒロイン Yuri 役
- PERSEPHONE（2019年、Costas Athousakis監督、ギリシャ）- アルトコーラス
- MINAMATA-ミナマタ-（2020年、Andrew Revitas監督、ハリウッド）- エキストラ出演
- OSAKA（2023年、Hank Orion監督、イギリス）- 主演 OSAKA 役

### 舞台・朗読劇
- 「華氏102℉〜幕末どん底伝〜」（2013年、大輪茂男演出） - 永倉新八 役
- 「断頭台」（2014年、大輪茂男演出） - マリー・アントワネット 役
- 「南京の基督」（2015年、大輪茂男演出） - 主演 金花 役
- 「緋牡丹姫」（2016年、大輪茂男演出） - 主演 緋牡丹姫 役
- 「十二夜」（2016年、大輪茂男演出、一人芝居）
- 「翼を広げて」（2017年、K’s special needs entertainmentプロデュース） - サナエ 役
- 「恋に落ちて」（2023年、水澤心吾演出） - 娘・美和 役

### モデル・タレント・その他イベントパフォーマンス
- 「恋のから騒ぎ」（2010年、日本テレビ） - 17期生
- 「つながるセブン」(2011年、J:COM） - お天気お姉さん
- 「絶命展」（2013年、パルコミュージアム） - 展示モデル
- 「絶命展」（2014年、国立新美術館） - ショーモデル
- 「“PHOTO IS ５万人の写真展” - 富士フイルム」（2018年)、 CFモデル
- 「SUMMER SONIC」（2016年） - サマソニガール
- 「Gospel linking Tokyo」（2017年） - アナウンスメント
- 「Talent Garden Innovation School Vienna」（2022年） - CFモデル

### コマーシャル
- 「洋服の青山」（2012年）
- 「Metro Deutschland」（2018年）
- 「5CA」（2019年）
- 「Philips Sonicare International」（2019年）

### MV
- 「ドナウの水辺」歌: 水口ゆみ（2024年、Meg Igarashi監督）
- 「ふたりの道」歌: 水口ゆみ（2024年、フルヤタケシ監督）

### コンテンツ動画
- OMF International Germany（2024年、OMF International Germany）

### CDリリース
- 「Persephone OST」（2022年、3曲歌唱、アルトコーラス）

## クリエイティブ

### 執筆・連載
- 「たびこふれ - 阪急交通社」（2018年） - 連載ライティング
- 「STAY SALTY - ALOHA DESIGN」（2021年） - 特集ライティング
- 「STAY SALTY - ALAHA DESIGN 'Guided Journey'」（2023年〜） - 連載ライティング

### デザイン・イラスト・その他クリエイティブ
- 「炭火焙煎珈琲店 無」（2013年) - イラスト個展
- 「アトリエとキッチンのマルシェ」（2013年） - ニット小物製作、販売
- 「P-Shirts exhibition 6」（2017年） - Tシャツデザイン、審査員特別賞受賞）
- 「麻布十番海岸Ⅲ」（2018年） - 出典、ニット小物製作
- 「P-Shirts exhibition 7」（2018年） - Tシャツデザイン
- 「BigsMile CLUB」（2019年） - コスチュームTシャツデザイン、製作
- 「Bremer Shakespeare Company」（2019年） - 舞台フォトグラフィー
- 「ALNETTE by Luxxotica」（2021年） - UX/UIデザイン
- 「Gottkennen」（2021年） - キャンペーン用グラフィックデザイン
- 「#HACK」（2022年） - UX/UIデザイン
- 「P-Shirts exhibition 11」（2022年） - Tシャツデザイン
- 「Gottkennen」（2022年） - キャンペーン用グラフィックデザイン
- 「THE LIST」（2023年） - UX/UIデザイン